# Boleszyn
 Boleszyn  è un villaggio facente parte dei comuni rurali polacchi nel distretto di Nowe Miasto Lubawskie, nel voivodato della Varmia-Masuria. Da una riforma amministrativa nel 1999, Boleszyn è uno dei frazioni rurali del Gmina Grodziczno.

## Geografia fisica
Boleszyn è un villaggio rurale nella pianura della Terra di Chełmno. Si trova a 9,5 km a nord-ovest di Lidzbark. La frazione geografica è altrettanto lontano quando si arriva da Grodziczno a Boleszyn da sud-ovest. Le principali città più vicine sono Olsztyn a est e Toruń a ovest. La parrocchia cattolica di San Martino a Boleszyn appartiene alla diocesi di Toruń. Tuttavia, il distretto amministrativo responsabile non è il voivodato della Cuiavia-Pomerania, ma il voivodato della Varmia-Masuria con la capitale Olsztyn.

## Storia
Le origini del luogo risalgono al Medioevo. Il nome del paese compare per la prima volta in documenti come Boleschino (1402-1416). Successivamente si possono trovare i nomi Bollozin (1490), Boleszyn (1570), Bolesino (1647), Bolleszyn (1888) e Bolleschin (1908). La più antica menzione scritta del nome della parrocchia si trova nei documenti del vescovo di Chełmno, dove si afferma che la chiesa di Radoszki fu annessa alla parrocchia di Boleszyn (1414–1416) come chiesa succursale. La chiesa era sotto il patrocinio del capitolo di Chełmno. Nella seconda metà del XVI secolo il comune comprendeva i villaggi: Boleszyn, Wielekie, Lezno, Sugajno, Slup e Zalesie. Nel XVII secolo, durante la guerra polacco-svedese dal 1626 al 1629, il comune di Boleszyn perse temporaneamente la sua indipendenza e fu annesso al comune di Mroczno. Nella età moderna a Boleszyn c'era una scuola parrocchiale con un solo insegnante, menzionata due volte nelle fonti (1647 e 1740). Dopo la prima spartizione della Polonia, l'area intorno a Boleszyn fu incorporata nel Regno di Prussia. Con decreto del 1 settembre 1848 fu istituito per Boleszyn un patronato misto, esercitato dal vescovo di Chełmno nei mesi pari e dal governo prussiano nei mesi dispari. Durante la prima guerra mondiale, nell'agosto 1914, l'esercito russo invase l'area di Lubawa e occupò brevemente Boleszyn. Nel gennaio 1920, l'area in cui si trovava il comune di Boleszyn cadde nelle mani della Seconda Repubblica di Polonia. Il comune, che a quel tempo era composto al 98% da cattolici, apparteneva al decanato ecclesiastico di Lidzbark.
Durante la seconda guerra mondiale (1939-1945), dopo l'invasione della Polonia, Boleszyn fu incorporata nel Landkreis Strasburg nella Prussia Occidentale e fu ribattezzata Bolleschin. Questo circondario apparteneva al distretto governativo di Marienwerder. Il luogo era già appartenuto a questa regione amministrativa prussiana dal 1815 al 1920. Dal 1874 al 1920 Bolleszyn (Bolleschin) era un distretto giudiziario separato, che comprendeva i comuni rurali di Bolleszyn, Groß Leszno, Klein Leszno, Kowallik, Slupp, Zalesie e Zembrze e Slupp (la foresta). Dopo l'entrata in vigore del trattato di Versailles il 10 gennaio 1920, il distretto di Strasburg divenne parte della Repubblica di Polonia e fu assegnato al Powiat Brodnicki, il che significava che Boleszyn perse il suo diritto di distretto giudiziario. Con la fine della seconda guerra mondiale, Marienwerder entrò a far parte della Repubblica Popolare di Polonia. Il Landkreis Strasburg è stato ribattezzato di nuovo in Powiat Brodnicki e Bolleschin in Boleszyn. Dal 1989 Boleszyn appartiene alla Terza Repubblica Polacca.

## La chiesa parrocchiale cattolica di San Martino

### Santuario dell'Addolorata
La parrocchia di San Martino a Boleszyn è stata fondata a metà del XIX secolo e originariamente apparteneva al capitolo di Chełmno. La prima chiesa, costruita nel 1653, era un edificio in legno. L'attuale tempio, anch'esso in legno, fu costruito nel 1721-1722. La chiesa è nota come Santuario dell'Addolorata, il cui culto si protrae dal XVII secolo. Un'epidemia di colera scoppiò a Boleszyn a cavallo tra il XVII e il XVIII secolo. I credenti si rivolsero all'immagine miracolosa della Madre di Dio per proteggersi dalla pericolosa malattia. Da allora, il tempio è diventato un luogo di pellegrinaggio.

### Monumento alla memoria del parroco martirizzato Franz Boehm
Il 15 settembre 2015, il vescovo di Toruń, Andrzej Suski, ha inaugurato un monumento commemorativo per il sacerdote martire Franz Boehm nella chiesa del pellegrinaggio. Il parroco, figlio di padre tedesco e madre polacca, nacque il 3 ottobre 1880 a Boleszyn e fu battezzato il 31 ottobre 1880 nella chiesa di San Martino. La famiglia dovette lasciare Boleszyn per ordine del governo prussiano a causa del Kulturkampf nel 1893. Franz Boehm fu ordinato sacerdote nel 1906 nell'arcidiocesi di Colonia. Il 5 giugno 1944 fu arrestato dalla Gestapo e condotto nel campo di concentramento di Dachau. Vi morì il 13 febbraio 1945.